# Roman Hilscher
Roman Hilscher (do 2024 Pracki) (ur. 27 lipca 1971 w Kaliszu) – polski duchowny ewangelicko-augsburski, teolog, psychoterapeuta, ekumenista.

## Życiorys
Absolwent studiów w zakresie teologii ewangelickiej na Chrześcijańskiej Akademii Teologicznej w Warszawie (ChAT), gdzie w 1996 obronił pracę magisterską pt. Radiofonia jako forma oddziaływania duszpasterskiego, napisaną pod kierunkiem ks. dr. Włodzimierza Nasta. W latach 1997–1999 studiował w Instytucie Ekumenicznym Katolickiego Uniwersytetu Lubelskiego, gdzie uzyskał tytuł kościelny licencjata teologii ekumenicznej, a następnie w latach 2002–2006 pracował na stanowisku asystenta w Katedrze Teologii Protestanckiej w tymże Instytucie, na podstawie dyspensy watykańskiej ad casum. Absolwent Akademii Mediów przy Ewangelickiej Agencji Informacyjnej we Frankfurcie nad Menem. Rozprawę doktorską pt. Luteranie i prawosławni w dialogu. Studium historyczno-krytyczne, napisaną pod kierunkiem bp. prof. Marcina Hintza, obronił w ChAT 23 października 2014.
Na duchownego został ordynowany 5 stycznia 1997. Pełnił posługę duszpasterską w Lublinie, Radomiu, Płocku, a także był duszpasterzem studenckim w Warszawie.
Delegat Konsystorza Kościoła Ewangelicko-Augsburskiego w Komisji Mieszanej Dialogu Luterańsko-Prawosławnego. Pełnił funkcję prezesa Lubelskiego Oddziału Polskiej Rady Ekumenicznej w latach 2000–2004 oraz Krakowskiego Oddziału Polskiej Rady Ekumenicznej w latach 2006–2013. Decyzją Konferencji Biskupów Kościoła Ewangelicko-Augsburskiego w RP został mianowany członkiem Komisji Krajowej Światowej Federacji Luterańskiej, a w latach 2004–2007 z nominacji prezesa Rady Ministrów sprawował w latach 2005–2010 funkcję członka Rady Polsko-Niemieckiej Współpracy Młodzieży.
Od 19 stycznia 2006 do 30 czerwca 2021 pełnił funkcję proboszcza parafii ewangelicko-augsburskiej w Krakowie.
W latach 1999–2007, był konsultantem i autorem Encyklopedii katolickiej, Religia. Encyklopedia PWN oraz Encyklopedie Religion und Gegenwart.

## Nagrody
W uznaniu promowania dialogu między kulturami został uhonorowany nagrodą Fundacji Polcul. W grudniu 2011 otrzymał pamiątkowy medal „Andreae Grzymała – Universitatis Cracoviensis Medicine Doctor” wręczony podczas uroczystego nabożeństwa celebrowanego przez J.E. Metropolitę Krakowskiego, Ks. Kardynała Stanisława Dziwisza w kościele parafialnym św. Mikołaja w Krakowie.